# Chālyān
Chālyān är en ort i Iran.   Den ligger i provinsen Västazarbaijan, i den nordvästra delen av landet, 700 km väster om huvudstaden Teheran. Chālyān ligger 1 841 meter över havet och antalet invånare är 652.
Terrängen runt Chālyān är kuperad åt sydväst, men åt nordost är den bergig. Chālyān ligger nere i en dal. Runt Chālyān är det ganska tätbefolkat, med 80 invånare per kvadratkilometer. Närmaste större samhälle är Al Sormeh, 3,4 km sydväst om Chālyān. Trakten runt Chālyān består i huvudsak av gräsmarker.